# Kanton Viroflay
Der Kanton Viroflay ist ein französischer Wahlkreis im Arrondissement Versailles im Département Yvelines und in der Region Île-de-France. Vertreter im Generalrat des Départements ist seit 2008 Olivier Lebrun (UMP). 
Der Kanton besteht aus der Gemeinde Viroflay.